# Gliese 579.2
Gliese 579.2 è una stella binaria posta a circa 97,19 anni luce nella costellazione della Bilancia a nord di σ Librae e a ovest di α2 Librae.
Nonostante una separazione visuale di 302 secondi d'arco, che corrispondono a oltre 11.500 UA, le due componenti sembrano avere lo stesso moto proprio nel cielo, ed essere legate gravitazionalmente.
Entrambe le componenti sono subnane arancioni e la cinematica del sistema indica che sono stella di alone; hanno uno dei più elevati valori di moto proprio e sono piuttosto carenti di metalli.